# Lars Dinesen
Lars Dinesen (født 16. november 1838 i Kulby, død 22. september 1915 på Frederiksberg) var er dansk politiker. Han var medlem af Folketinget, for først Venstre og senere Højre, i over 48 år i træk, hvilket er rekord. Kun Klaus Berntsen har siddet i Folketinget længere tid (51 år), men det var opdelt i to perioder.

## Opvækst
Dinesen blev født landsbyen Kulby i Finderup Sogn øst for Høng på Vestsjælland. Han var søn af fæstebonde Dines Thomasen (1805-1857) og Ane Christensdatter (1808-1886). Faren tilhørte Bondevennerne og deltog i det politiske liv, blandt andet som sognerådsmedlem, og Lars hjalp til med dette da faren ikke kunne skrive. Efter Dines Thomasens død i 1857 bestyrede Lars Dinesen familiegården for moren indtil 1868. Han var elev på Grundtvigs Højskole i sammenlagt 7 måneder i perioden 1859-1861 og blev derefter selv politisk aktiv.

## Politisk karriere
Dinesen blev valgt til Rigsrådets Folketing i Ruds Vedby-kredsen ved valget 5. marts 1864 og til Rigsdagens Folketing i samme kreds ved folketingsvalget 7. juni 1864. Han var på det tidspunkt kun 25 år og havde ikke stemmeret da valgretsalderen for Folketinget var dengang 30 år, men han kunne blive valgt fordi valgbarhedsalderen var 25 år. Han også medlem af sognerådet i Finderup Sogn 1864-1866. I 1864 var med til at oprette Høng Højskole og i 1865 med til oprette Vallekilde Højskole.
I Folketinget tilsluttede han sig i starten Det nationale Venstre og var med at stifte Det forenede Venstre i 1870, men blev ekskluderet derfra i 1871 fordi han havde forbindelser til Højre. Han blev genvalgt til Folketinget i Ruds Vedby indtil folketingsvalget i 1872 hvor blev valgt med 1102 stemmer mod 638 stemmer. Ved næste valg i 1873 stillede han op for Højre i Hillerødkredsen og blev valgt ved kåring. Han blev genvalgt i den kreds, ofte ved kåring, indtil han tabte i 1913 til socialdemokraten Valdemar Jensen. I Folketinget var han i en årrække løsgænger inden han sluttede sig til Det moderate Højre.
Dinesen var medlem af Finansudvalget 1865-1894 og 1897-1906. Han var statsrevisor 1880-1901 og formand for statsrevisorerne i 7 år.
Dinesen var i mange år sammen med Henning Matzen en vigtig agitator for Højre, og lavede meget organisatorisk arbejde som godsejerne i Højre ikke selv ønskede at gøre. Han var i 1883 sammen med Henning Matzen og H.P. Ingerslev med til organisere Højres partiorganisation. På trods af dette blev han ofte behandlet nedladende i Højre, samtidig var han også ildeset blandt Venstrefolk og betragtet som en overløber.
i 1890'erne begyndte han politisk at fjerne sig fra Højre igen, og han ønskede at forene moderate højre- og venstrekræfter. I 1895 nedlagde han sine poster i partiorganisationen, hans indflydelse aftog.

## Tillidsposter
Dinesen var tillidsmand i Den Sjællanske Bondestands Sparekasse 1869-1877. På Sparekassens generalforsamling i 1874 var der forslag om at afsætte ham som tillidsmand. Forslaget blev nedstemt, men skabte et modsætningsforhold mellem ham og sparekassen. Han var medlem Skytteforeningernes overbestyrelse 1871-1885, redaktør af højrebladet Folkets Avis 1877-1878 og medlem af bestyrelsen for Grundtvigs Højskole fra 1880-1914.

## Hæder
Lars Dinesen blev udnævnt ridder af Dannebrogordenen i 1892.